# Lukáš Červ
Lukáš Červ (Praga, 10 de abril de 2001) es un futbolista checo que juega en la demarcación de centrocampista para el FC Viktoria Pilsen de la Liga de Fútbol de la República Checa.

## Selección nacional
Tras jugar con las categorías inferiores de la selección, finalmente el 7 de junio de 2024 hizo su debut con la selección de República Checa en un partido amistoso contra Malta que finalizó con un resultado de 7-1 a favor del combinado checo tras los goles de Antonín Barák, Ondřej Lingr, Václav Černý y un doblete de David Jurásek y Mojmír Chytil para el combinado checo, y de Paul Mbong para Malta.

### Participaciones en Eurocopas
| Copa          | Sede     | Resultado    | Partidos | Goles |
| ------------- | -------- | ------------ | -------- | ----- |
| Eurocopa 2024 | Alemania | Primera fase | 0        | 0     |

## Clubes
| Club                         | País            | Año       | Partidos | Goles |
| ---------------------------- | --------------- | --------- | -------- | ----- |
| SK Slavia Praga              | República Checa | 2020      | 1        | 0     |
| FC Vysočina Jihlava (cedido) | República Checa | 2020-2021 | 27       | 8     |
| FK Pardubice (cedido)        | República Checa | 2021-2022 | 24       | 2     |
| FC Slovan Liberec            | República Checa | 2022-2024 | 54       | 7     |
| FC Viktoria Pilsen           | República Checa | 2024-     | 75       | 5     |